# Ол Сейнтс
Ол Сейнтс (на английски: All Saints, в превод Всички светии) е британско/канадска изцяло дамска поп група, създадена през 1993 г. с членове сестрите Никол Апълтън и Натали Апълтън, Мелани Блат и Шазни Люис. През 90-те се превръщат в една от най-успешните английски поп групи, с общо 9 Топ 10 сингъла, от които 5 номер едно, два платинени албума (единият номер едно), два златни албума и общи продажби от около 10 милиона копия. През януари 2016 г. групата е продала общо 12 милиона записа.

## Музикална кариера

### 1993 – 1996:Създаване
Мелани Блат и Шазни Люис започват музикалните си кариери като беквокалистки в звукозаписното студио Sarm West, намиращо се близо до Ол Сейнтс Роуд, Лондон. През 1993 г. Блат, Люис и оригиналният трети член Симон Рейнфорд решават да сформират група и да започнат да записват под името Ол Сейнтс 1.9.7.5. (името на улицата, където са се запознали и общата им година на раждане). Подписват договор със ZTT Records.
През 1994 г. „Ол Сейнтс“ 1.9.7.5. пеят за първи път на живо на карнавала в Нотинг Хил. Впоследствие издават два сингъла, но нито един от тях не постига успех. Допълнително Рейнфорд и Блат имат различни представи за музикалното развитие на групата и техните конфронтации създават допълнително напрежение.
Лятото на 1995 г. Рейнфорд напуска триото, а ZTT Records прекратяват договора си с останалите членове на формацията. Това не отказва Блат и Люис, които решават да намерят заместничка на напусналата Рейнфорд. След множество прослушвания бащата на Мелани Блат се среща с Никол Апълтън, която той познава още от Sylvia Young Theatre School. Впоследствие сестрата на Никол Натали става четвъртият и последен член на „Ол Сейнтс“.

### 1997 – 1998:All Saints
След като членовете на групата се събират през май 1996 г., четирите момичета се запознават с Карл Гордън, бивш член на Outlaw Posse, с когото записват демото на „I Know Where It's At“. Групата започва активно да търси звукозаписна компания, с която да сключи договор, но повечето лейбъли изискват от тях да действат по модел на Спайс Гърлс, които по това време са световна сензация и прототип за появилата се вълна от момичешки групи. В крайна сметка демото достига до London Records, с които Ол Сейнтс подписват договор през ноември 1996 г.
Лятото на 1997 г. дебютният им сингъл „I Know Where It's At“ достига номер 4 в английската класация за песни. Вторият сингъл „Never Ever“ им донася популярност извън Великобритания, стигайки първа позиция в родината им и първо място в Австралия, където се задържа начело за седем последователни седмици. Само в Обединеното кралство сингълът реализира продажби от 1 милион копия, получавайки двойно платинена сертификация. През 1998 г. групата печели за песента „Never Ever“ две награди Бритс в категориите Най-добър сингъл и Най-добър видеоклип. Първият им едноимен студиен албум излиза на 24 ноември 1997 г., изкачвайки се до втора позиция в английската класация за албуми. От „All Saints“ във Великобритания са продадени 1,5 милиона копия, а самият албум е сертифициран платинен общо 5 пъти. Третият сингъл от този албум е двойният сингъл „Under the Bridge / Lady Marmalade“, който се превръща във второто им издание, което оглавява класациите в родината им. Май 1998 г. „All Saints“ е преиздаден с леки промени в траклиста: след успеха на „Never Ever“ ремиксът „Nice Hat Remix“ е заменен от „All Star Remix“, „Let's Get Started“ е преименувана на „If You Want To Party (I Found Lovin')“, а „Beg“ и „Trapped“ са презаписани и ремастерирани. Четвъртият сингъл е „Bootie Call“, който е и третият им номер едно хит в Англия. Петият и последен сингъл от този албум е „War Of Nerves“, който се изкачва до 7-о място.
Ноември 1998 Ол Сейнтс печелят в категорията Дебют на Европейските музикални награди на MTV в Милано. На церемонията групата изпълнява на живо „Lady Marmalade“, но без Мелани Блат, на която всеки момент ѝ предстои да роди.

### 2000 – 2001: Saints & Sinners
Ол Сейнтс се завръщат в музикалните класации през февруари 2000 г. със сингъла „Pure Shores“. Песента е колаборация с известния продуцент Уилям Орбит, работил с Мадона, и е включена в саундтрака на филма „Плажът“ с Леонардо ди Каприо. Този сингъл е четвъртият им номер едно хит във Великобритания и се превръща във втората най-добре продавана песен през 2000 г. Това е и първият им и за момента единствен номер едно хит в Ирландия. „Pure Shores“ е изпълнена на живо на Европейските музикални награди на MTV през 2000 г. в Стокхолм.
През 2000 г. сестрите Апълтън и Блат участват в първия си игрален филм „Honest“, режисиран от Дейв Стюарт, бивш член на Юритмикс.
През октомври 2000 г. Ол Сейнтс издават следващият си сингъл „Black Coffee“, който се превръща в петия им и последен номер едно хит в Обединеното кралство. Същият месец излиза дългоочакваният втори студиен албум „Saints & Sinners“, който веднага достига първо място в английската класация за албуми и бързо става двойно платинен. Последната песен издадена от този албум е „All Hooked Up“, която се изкачва до седмо място.

### 2001: Разпадане
В началото на 2001 г. „Ол Сейнтс“ се разпадат заради напрежението между членовете, които са в по-скоро конкурентни, отколкото в приятелски отношения по това време. Ноември 2001 London Records издават „All Hits“, компилация с най-доброто на групата. Тя съдържа както всички хитови песни от двата им студийни албума, така и първият соло сингъл на Мелани Блат „TwentyFourSeven“. Албумът се изкачва до 18-а позиция в английската класация за албуми и е със златна сертификация.

### 2006 – 2007: Събиране и Studio 1
След множество спекулации появили се през 2005 г. в медиите на 24 януари 2006 г. е обявено реформирането на Ол Сейнтс. Групата подписва договор със звукозаписната компания Parlaphone, за която Шазни Люис работи по това време като текстописец. Записите на третия им студиен албум „Studio 1“ продължават от януари до август 2006 г.
Пилотният сингъл от този албум „Rock Steady“ излиза на 6 ноември 2006 г. Песента се изкачва до трета позиция във Великобритания. Малко след това групата обявява национално промоционално турне.
Успехът на първия сингъл от „Studio 1“ обнадеждава Ол Сейнтс и лейбъла им, че албумът ще се представи добре в класациите. За тяхно разочарование „Studio 1“ постига едва 40-о място в общата класация за албуми, а на следващата седмица изпада до 74-та позиция. Въпреки неуспеха групата планира да издаде втори сингъл, заснемайки клип към песента „Chick Fit“, която трябва да излезе февруари 2007 г. Желанията на групата да промоцират този сингъл никога не се осъществяват след като Parlophone се отказват на физически носител и той остава само в дигитален формат. Песента не успява да влезе дори в топ 200 и след тази поредица от неуспехи Parlophone прекратяват договора си с „Ол Сейнтс“.

### 2008: Застой
През 2008 г. обявяват, че са подписали нов договор за издаване, но не обявяват коя е звукозаписната компания. На 22 февруари Шазни Люис чрез сайта на лейбъла „All Around the World“ съобщава, че групата работи по нов материал, който се очаква да влезе в четвъртия им студиен албум. На 12 септември 2008 All Around the World слагат край на слуховете, че „Ол Сейнтс“ са подписали договор за издаване с тях. Момичетата са потвърдили, че активно работят по записи за четвъртия им студиен албум, който се очаква да излезе 2008 – 2009 г. Но това не се получава, след като групата отново се разделя.

### 2013 – 2016: Второ завръщане и Red Flag
На 25 май 2013 г. оригиналният член на Ол Сейнтс Симон Рейнфорд умира от рак на бъбреците, месец след 38-си рожден ден в дома си в Гринуич.
През ноември 2013 г. е обявено, че групата ще се реформира, за да подкрепи Бекстрийт Бойс за пет дати в цяла Великобритания и Ирландия през 2014 г. През март 2016 г. момичетата се завръщат официално с четвърти студиен албум „Red Flag“ и пилотен сингъл към него „One Strike“, издадени от лейбъла „London Records“ с който дебютират през 1997 г. Песента не успява да влезе в топ 100, но албумът заема 3 място в класацията за албуми. Следващите два сингъла „This Is A War“ и „One Woman Man“ също не успяват да влязат в топ 100. На 22 октомври е обявено, че групата ще подкрепи Тейк Дет към тяхното турне във Великобритания и Ирландия през май и юни 2017 г.

### 2017 – 2022: Testament и нова раздяла
На 19 март 2017 г. групата обявява, че записва петият си студиен албум. На 29 май 2018 г. групата обяви в официалната си страница в Instagram името на техния нов албум „Testament“, който излиза през юли от новосъздадения лейбъл на групата AS Recordings. Албумът влиза под номер 15 в чарта за албуми. От него са издадени два сингъла „Love Lasts Forever“ и „After All“.
На 20 април 2020 г. заедно със Стинг правят кавър на песента „Message in a Bottle“.

## Дискография

### Студийни албуми
- „All Saints“ (1997)
- „Saints & Sinners“ (2000)
- „Studio 1“ (2006)
- „Red Flag“ (2016)
- „Testament“ (2018)

### Компилации
- „The Remix Album“ (1998)
- „All Hits“ (2001)
- „Pure Shores: The Very Best of All Saints“ (2010)

### Видео албуми
- „All Saints-The Video“ (1998 VHS/2001 DVD)

### Сингли
- „I Know Where It's At“ (1997)
- „Never Ever“ (1997)
- „Under The Bridge“/„Lady Marmalade“ (1998)
- „Bootie Call“ (1998)
- „War Of Nerves“ (1998)
- „Pure Shores“ (2000)
- „Black Coffee“ (2000)
- „All Hooked Up“ (2001)
- „Rock Steady“ (2006)
- „One Strike“ (2016)
- „This Is A War“ (2016)
- „One Woman Man“ (2016)
- „Love Lasts Forever“ (2018)
- „After All“ (2018)
- „Message in a Bottle“ (2020)

### Промоционални сингли
- „Silver Shadow“ (1995)
- „Let's Get Started“/"If You Wanna Party (I Found Lovin')" (1995/1997)
- „Chick Fit“ (2007)

## Турнета

### Самостоятелни
- All Saints Tour (1999)
- Red Flag Tour (2016)
- Testament Tour (2018)
- Australian Tour (с Крейг Дейвид) (2019)

### Подгряващи
- Бекстрийт Бойс – „In a World Like This Tour“ (2014)
- Тейк Дет – „Wonderland Live 2017 Tour“ (2017)
- Уестлайф – „The Wild Dreams Tour“ (2022)